# Mdm2

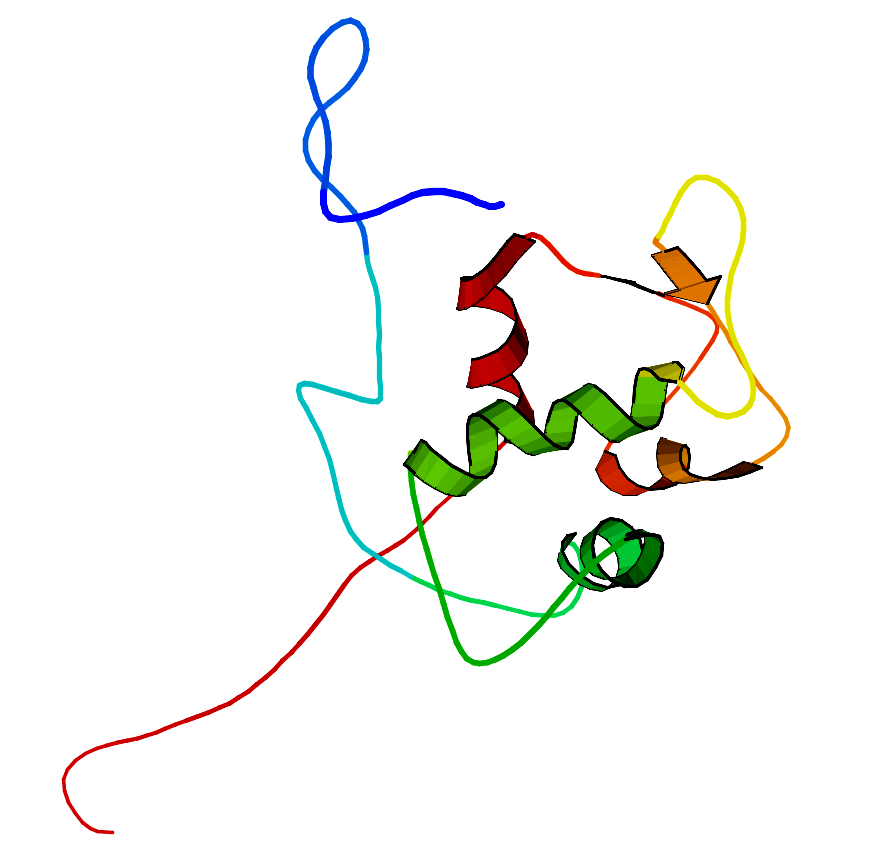
sturktura molekuly Mdm2

Mdm2 (z angl. Mouse double minute 2 homolog) je enzym pracující jako ubiquitin ligáza, který přidává sérii ubiquitinů na molekulu proteinu p53. Je přítomný převážně v jádře a tím, že polyubiquitinyluje protein p53, ho posílá k degradaci v proteazomu. Hladina proteinu p53 v buňce je díky Mdm2 udržována na velmi nízké úrovni. Změna nastává až ve chvíli, kdy je např. poškozena DNA. V takovém případě se Mdm2 přestane vázat na p53 (vlivem např. fosforylací ve vazebném místě, které katalyzují ATM či také ATR) a hladina p53 v buňce roste. Buňka se přestává dělit a není-li schopna opravit poškození, může dojít až k programované buněčné smrti.
MDM2 je v podstatě protoonkogenem a např. u myší se zvýšenou expresí Mdm2 se tvoří ve vyšší míře nádory. Vysoká exprese Mdm2 u lidí je spojována s horší prognózou rakoviny. Naopak vyřazení (knock-out) Mdm2 je embryonálně letální (pokud zároveň není vyřazen i gen p53).